# Послідовність Люка
В математиці, послідовностями Люка називають сімейство пар лінійних рекурентних послідовностей другого порядку, вперше розглянутих Едуардом Люка.
Послідовності Люка являють собою пари послідовностей {\displaystyle \{U_{n}(P,Q)\}} и {\displaystyle \{V_{n}(P,Q)\}}, що задовольняють одному і тому ж рекурентному співвідношенню з коефіцієнтами P і Q:
{\displaystyle U_{0}(P,Q)=0,\quad U_{1}(P,Q)=1,\quad U_{n+2}(P,Q)=P\cdot U_{n+1}(P,Q)-Q\cdot U_{n}(P,Q),\,n\geq 0}
{\displaystyle V_{0}(P,Q)=2,\quad V_{1}(P,Q)=P,\quad V_{n+2}(P,Q)=P\cdot V_{n+1}(P,Q)-Q\cdot V_{n}(P,Q),\,n\geq 0}

## Приклади
Деякі послідовності Люка носять власні імена:
- {\displaystyle \{U_{n}(1,-1)\}} - числа Фібоначчі
- {\displaystyle \{V_{n}(1,-1)\}} - числа Люка
- {\displaystyle \{U_{n}(2,-1)\}} - числа Пелля
- {\displaystyle \{V_{n}(2,-1)\}} - числа Пелля-Люка
- {\displaystyle \{U_{n}(3,2)\}} - числа Мерсенна
- {\displaystyle \{U_{n}(1,-2)\}} - числа Якобсталя

## Явні формули
Характеристичним многочленом рекуретного співвідношення послідовностей Люка {\displaystyle \{U_{n}(P,Q)\}} та {\displaystyle \{V_{n}(P,Q)\}} є:
{\displaystyle x^{2}-P\cdot x+Q}
Його дискримінант {\displaystyle D=P^{2}-4Q} вважається не рівним нулю. Корені характеристичного многочлена
{\displaystyle \alpha ={\frac {P+{\sqrt {D}}}{2}}} и {\displaystyle \beta ={\frac {P-{\sqrt {D}}}{2}}}
можна використовувати для отримання явних формул:
{\displaystyle U_{n}(P,Q)={\frac {\alpha ^{n}-\beta ^{n}}{\alpha -\beta }}={\frac {\alpha ^{n}-\beta ^{n}}{\sqrt {D}}}}
та
{\displaystyle V_{n}(P,Q)=\alpha ^{n}+\beta ^{n}.~}

## Властивості

### Генератриси
Звичайні генератриси (твірні функції) для послідовностей Люка в загальному випадку мають вигляд:
{\displaystyle \sum _{n\geq 0}U_{n}(P,Q)z^{n}={\frac {z}{1-Pz+Qz^{2}}};}
{\displaystyle \sum _{n\geq 0}V_{n}(P,Q)z^{n}={\frac {2-Pz}{1-Pz+Qz^{2}}}.}